# Re Alexis
Re Alexis (in greco Ρε Αλέξης?: nel nome è usata la parola italiana "Re", invece del greco basileos); Milia, ... – Nicosia, 14 maggio 1427) è stato un rivoluzionario cipriota di etnia greco cipriota. Fu re temporaneo di Cipro durante il periodo dei Lusignano.

## Biografia
Alexis era un povero servo della gleba del villaggio di Milia vicino a Famagosta, dove era nato. Lì, al servizio dei Franchi, Alessio divenne stalliere e messaggero del re, guadagnandosi così il privilegio, raro all'epoca per un servo della gleba, di muoversi liberamente in tutta Cipro. Dopo la sconfitta del re Giano di Cipro nella battaglia di Choirokoitia nel 1426 e la sua prigionia, Alessio guidò una rivolta popolare e riuscì a liberare Cipro per un periodo di 6 mesi..
Riuscì a conquistare prima la città di Nicosia, poi Morphou, Limassol e Lefka, mentre la sua capitale, dove si stabilì, divenne Lefkoniko dove istituì un proprio governo di servi della gleba e fu proclamato dal popolo come re. I Franchi continuarono i loro tentativi di rovesciarlo e con le truppe provenienti dall'Occidente, il 14 maggio 1427 fu fatto prigioniero dai Cavalieri Ospitalieri dai quali, dopo essere stato torturato, fu impiccato a un platano a Nicosia..